# 太田川駅
太田川駅（おおたがわえき）は、愛知県東海市大田町後田にある名古屋鉄道の駅。駅番号はTA09。東海市の代表駅である。
当駅で常滑線から河和線が分岐する。2003年（平成15年）3月から2011年（平成23年）12月まで、前後の線路を含めた高架化工事が行われ、2011年（平成23年）12月17日に3層構造の高架駅となった。ミュースカイの一部も停車する特急停車駅である。
本項ではかつて駅に併設されていた太田川検車区（おおたがわけんしゃく）についても記述する。

## 歴史
- 1912年（明治45年）2月18日：愛知電気鉄道により大田川駅として開業[3]。
- 1922年（大正11年）
  - 6月25日：大田川車庫竣工[4]。
  - 7月26日：尾張横須賀寄りに0.3マイル移転[5]。
- 1924年（大正13年）：駅舎改築。この改築で宝塔を模した駅舎が建設された[6]。
- 1930年（昭和5年） - 1931年（昭和6年）：太田川駅に改称。
- 1931年（昭和6年）4月1日：知多鉄道が開業、同鉄道の接続駅になる。
- 1935年（昭和10年）8月1日：愛知電気鉄道が名岐鉄道との合併により名古屋鉄道となる。
- 1943年（昭和18年）2月1日：名古屋鉄道が知多鉄道を合併。
- 1948年（昭和23年）8月27日：太田川車庫の火災により客車5両、貨車13両焼失[7]。
- 1971年（昭和46年）3月29日：西口新設[8]。
- 1982年（昭和57年）3月21日：昼間多数あった特急の通過が無くなる。特別通過は朝の新名古屋方面1本のみとなる。
- 1983年（昭和58年）度：貨物営業廃止[9]。
- 1985年（昭和60年）9月15日：犬山検査場完成に伴い太田川検車区廃止[10]。
- 1986年（昭和61年）10月1日：駅舎改築[11]（宝塔部分は維持[6]）。
- 1987年（昭和62年）5月：自動改札機設置[12]。
- 1999年（平成11年）5月10日：ダイヤ改正に伴い、特急の特別通過が完全に無くなる（なお、当駅を通過する列車は2005年1月29日のダイヤ改正による快速特急（現・ミュースカイ）の設定によって復活）。
- 2003年（平成15年）3月：高架化工事着手。
- 2006年（平成18年）4月1日：名鉄太田川駅旅行センター廃止・閉鎖。
- 2007年（平成19年）6月下旬：高架化事業着手。
- 2008年（平成20年）
  - 4月26日：仮駅舎一部供用開始。西口バスターミナル移転。
  - 11月23日：仮線・仮ホームへ移転、並びに駅機能を仮駅舎に全面移転開始[13]。
- 2011年（平成23年）
  - 2月11日：ICカード乗車券「manaca」供用開始。
  - 12月17日：新駅舎および新高架本線へ移転[14]。
- 2012年（平成24年）2月29日：トランパス供用終了。

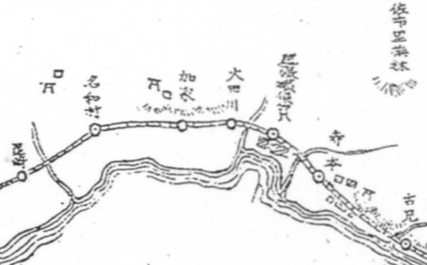
大田川北岸に開業した「大田川駅」の位置
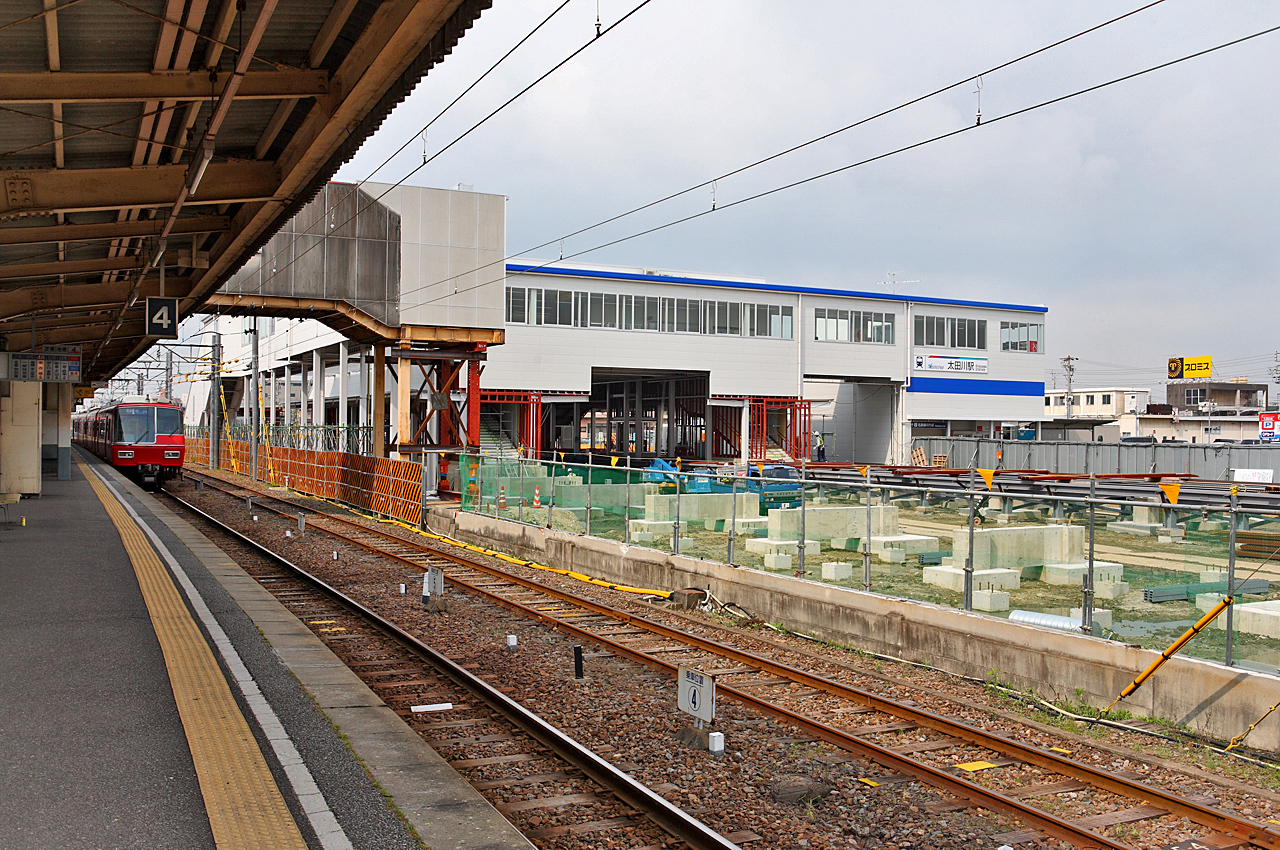
仮駅建設の様子（2008年）

### 改称の検討
名鉄は2005年1月の空港開業に伴うダイヤ改正で複数の駅を一斉に改称した。改称が実施されたのは7駅だったが、当初は30数駅ほどが検討対象となっており、太田川駅も変更が検討されていた。
2002年度に東海市が実施したアンケートでは、「太田川駅の駅名変更についてどのようにお考えですか」との問いに対し、「ぜひ変更した方が良い」「変更した方が良い」が合計32.4%、「現在の駅名が良い」が63.1%であった。改称候補としては「東海駅」「東海中央駅」「東海市駅」「新東海駅」などが挙がり、現状の駅名を支持する意見が多かったにもかかわらず、市が設置した駅名変更検討委員会は2003年8月、駅名を東海駅に変更するのが望ましいと鈴木淳雄市長（当時）に答申した。鈴木市長は「答申を尊重する」と述べ、新年度予算案に駅名改称の経費約2600万円を盛り込むことを検討した。
駅名改称は駅が立地する大田町住民からの反発が大きく、2004年1月中旬には地元住民が結成した「地域の歴史と文化を守る会」が駅名保存の署名活動を開始。10日ほどで約2500人分の署名を集めた。東海市は太田川駅周辺で土地区画整理事業、連続立体交差事業、再開発事業などが控えているなかで、駅名をめぐって地元住民との確執を残すことは計画に悪影響を及ぼすと判断し、駅名変更の見送りを決定。新年度予算案への改称費用盛り込みも撤回された。

### 高架化工事
当駅の高架化は、愛知県が事業主体となる太田川駅付近連続立体交差事業によって行われた。この事業では、名鉄常滑線・河和線の太田川駅付近の約2.7 km区間（常滑線約2.0 km、河和線約0.7 km）が高架化され、「開かずの踏切」である太田川1号踏切（当駅南方にあった踏切）を始めとした、区間内の6箇所の踏切が除却された。2011年（平成23年）12月17日（土）の始発列車から高架路線が使用されている。
また、高架化により、中部国際空港方面の列車と河和線からの列車との平面交差が解消された。

## 駅構造
名鉄初となる3層構造の高架駅で、1階がコンコース、2・3階がプラットホームとなっている。1階には、自動券売機、改札口、駅事務所、多目的を含むトイレ、売店がある。2階に1 - 4番線（2面4線）、3階に5・6番線（1面2線）の計3面6線が設置されている。2階ホームと3階ホームの間には、中3階が設けられて各ホームを連絡している。
すべてのホームに車椅子対応エレベーターとエスカレーターが設置されており、2階の3・4番線（常滑線 金山・名古屋方面）と3階の5・6番線（河和線 金山・名古屋方面）を直結するエスカレーターも設けられている。中3階にはエレベーターと階段が通じているが、エスカレーターは無い。
発車標は種別部分がフルカラーで（3 - 6番線用は加えて到着列車ホーム階・金山駅先着列車案内も付加）、自動放送は種別、行先、停車駅の順に読み上げるタイプとなった。また、6+2や4+2と書かれた停止位置目標が立てられている。
駅東側の駅前広場が2012年（平成24年）3月に完成した。バス乗り場は3月20日に仮駅西口付近から駅東側へ移転した。
駅の高架化以前、河和線の上下本線と交差する常滑線下り線は通過速度が抑えられていたが、仮線移行と同時に高速分岐器が取り付けられ、ミュースカイは当駅も最高速度120 km/hで通過するようになった。
駅南（常滑線側）に留置線が2本設けられており、当駅始発着列車の留置に使用される。

### のりば
| 階層 | 番線 | 路線      | 方向 | 行先                 | 備考                                                                                        |
| ---- | ---- | --------- | ---- | -------------------- | ------------------------------------------------------------------------------------------- |
| 2階  | 1・2 | TA 常滑線 | 下り | 中部国際空港方面     | 主に、河和線系統の特急・普通は1番線を使用する。 常滑線系統及び河和線の急行は2番線を使用する |
| 2階  | 1・2 | KC 河和線 | 下り | 河和・内海方面       | 主に、河和線系統の特急・普通は1番線を使用する。 常滑線系統及び河和線の急行は2番線を使用する |
| 2階  | 3    | TA 常滑線 | 上り | 金山・名鉄名古屋方面 | 常滑方面からの列車が入線                                                                    |
| 2階  | 4    | TA 常滑線 | 上り | 金山・名鉄名古屋方面 | 常滑方面からの列車の待避線                                                                  |
| 3階  | 5    | TA 常滑線 | 上り | 金山・名鉄名古屋方面 | 河和線からの列車の待避線                                                                    |
| 3階  | 6    | TA 常滑線 | 上り | 金山・名鉄名古屋方面 | 河和線からの列車が入線                                                                      |

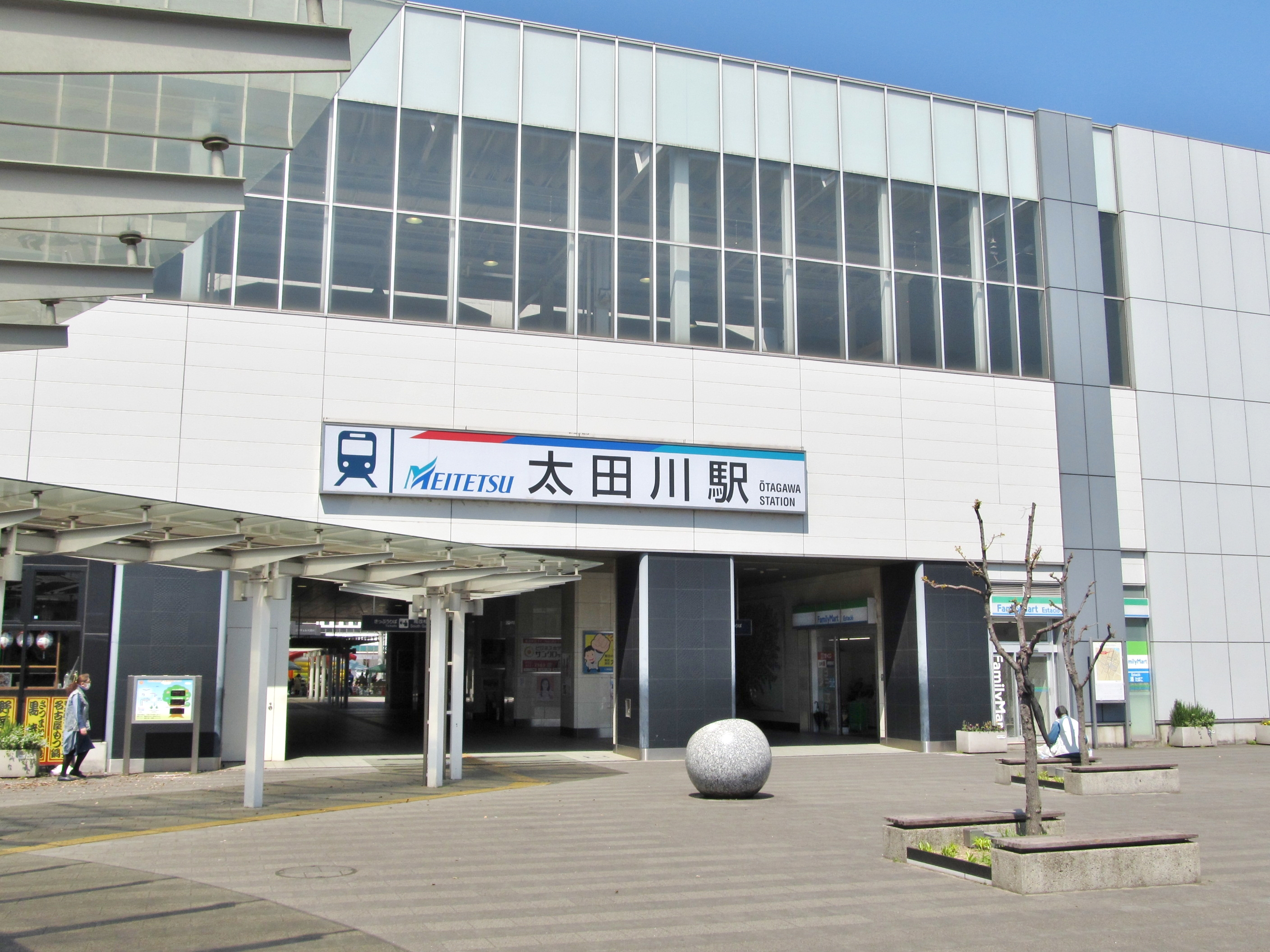
東口 （2023年）
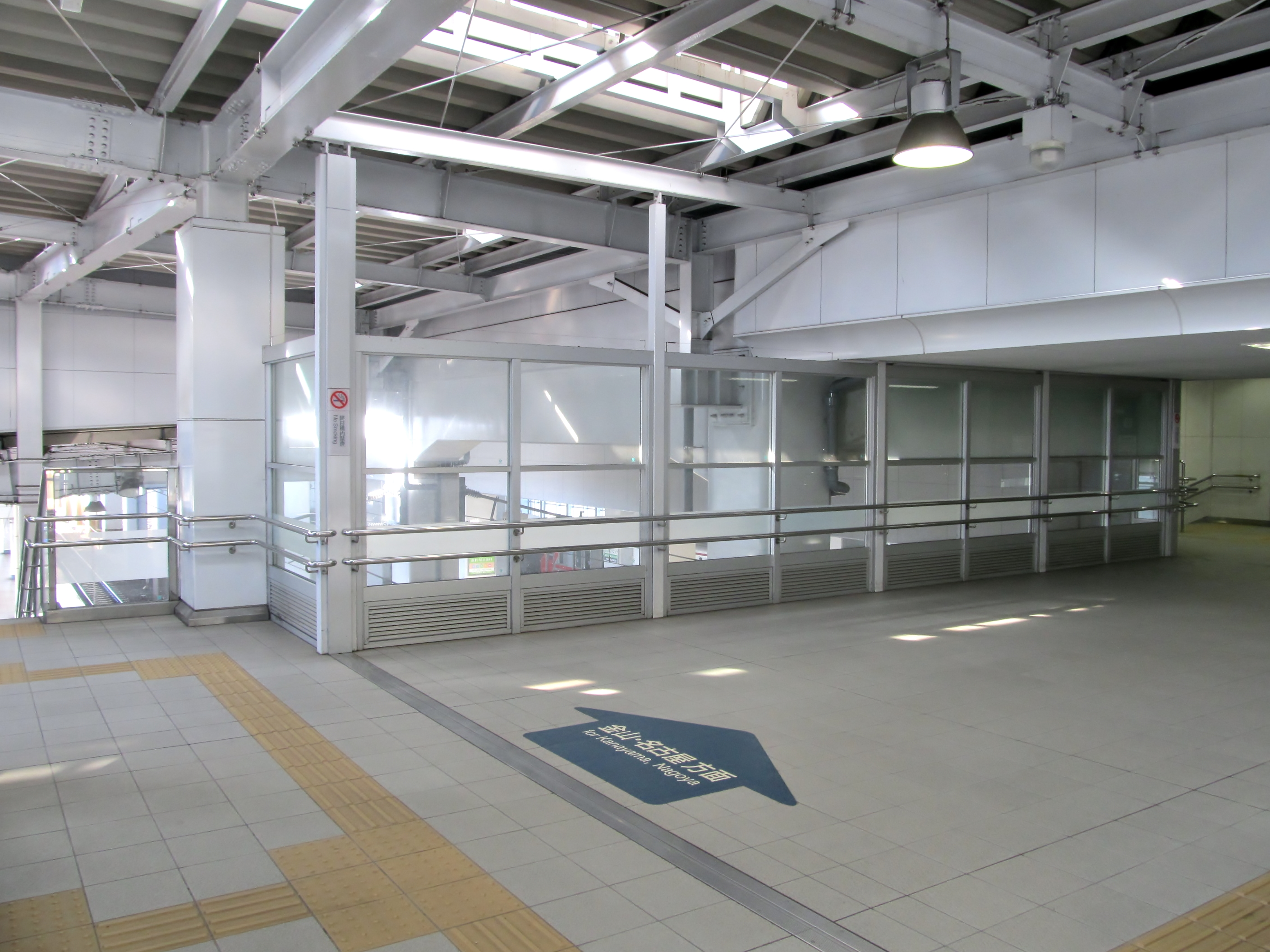
中3階連絡通路 （2022年）
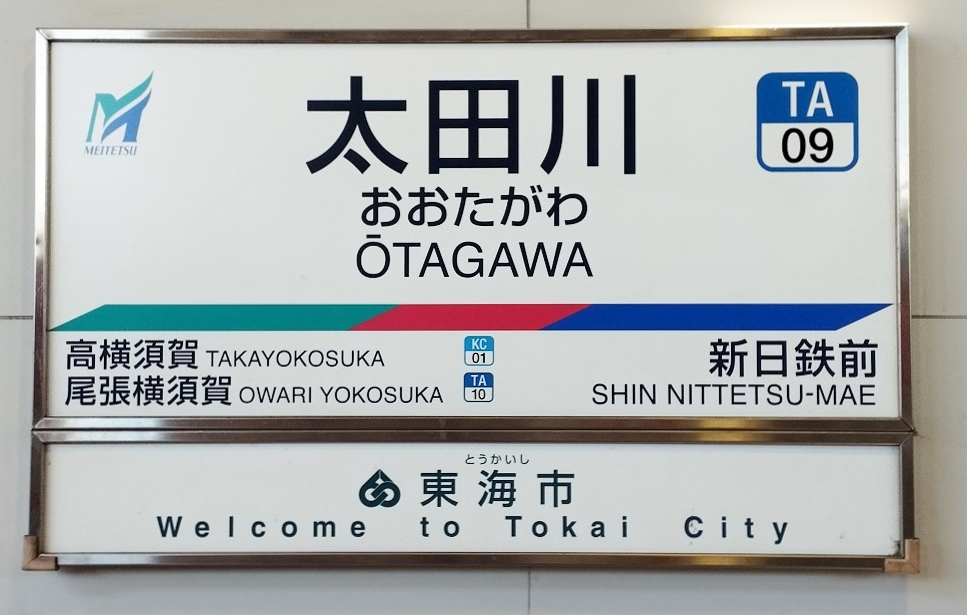
駅名標
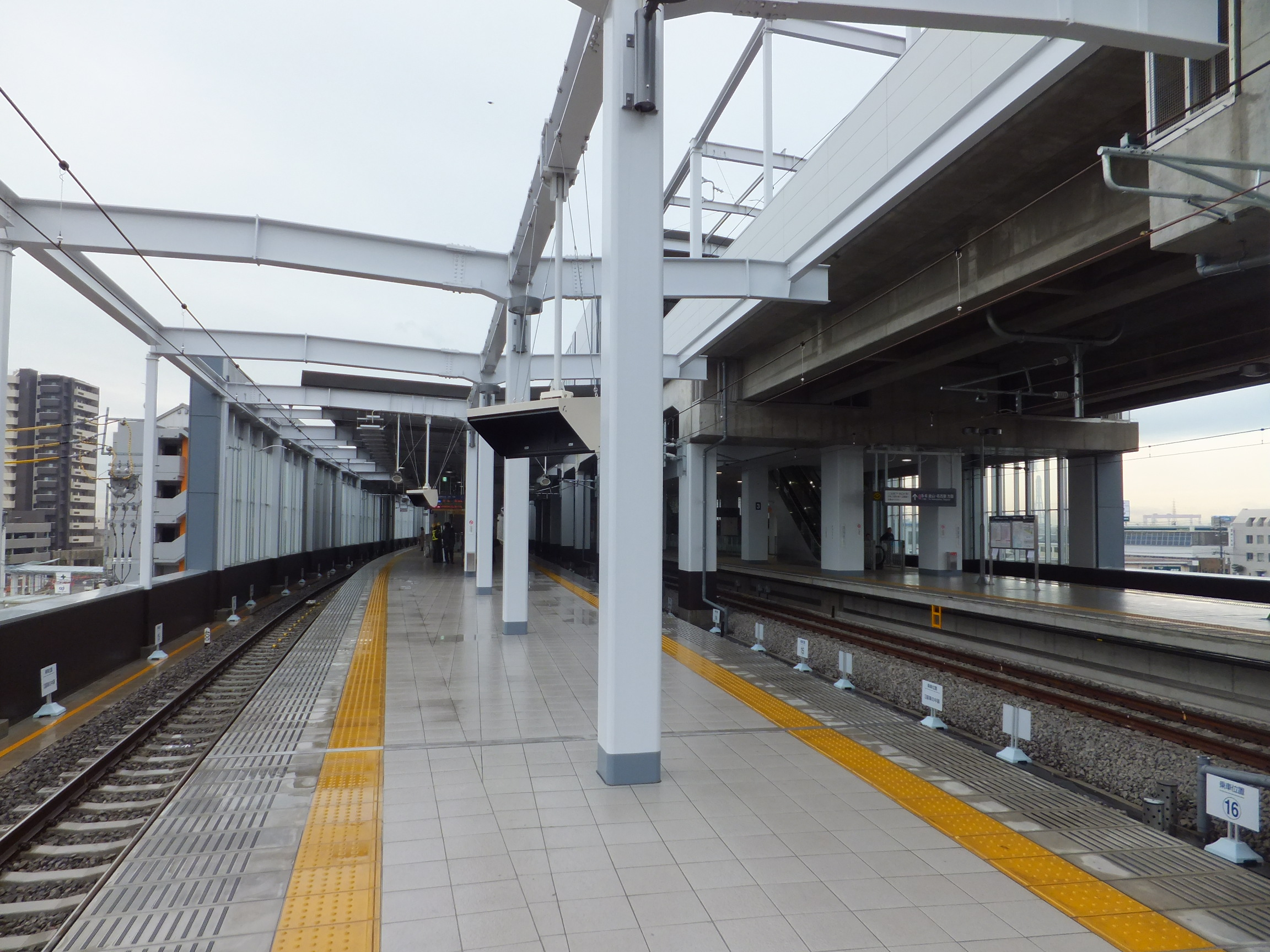
2階ホーム （2012年）
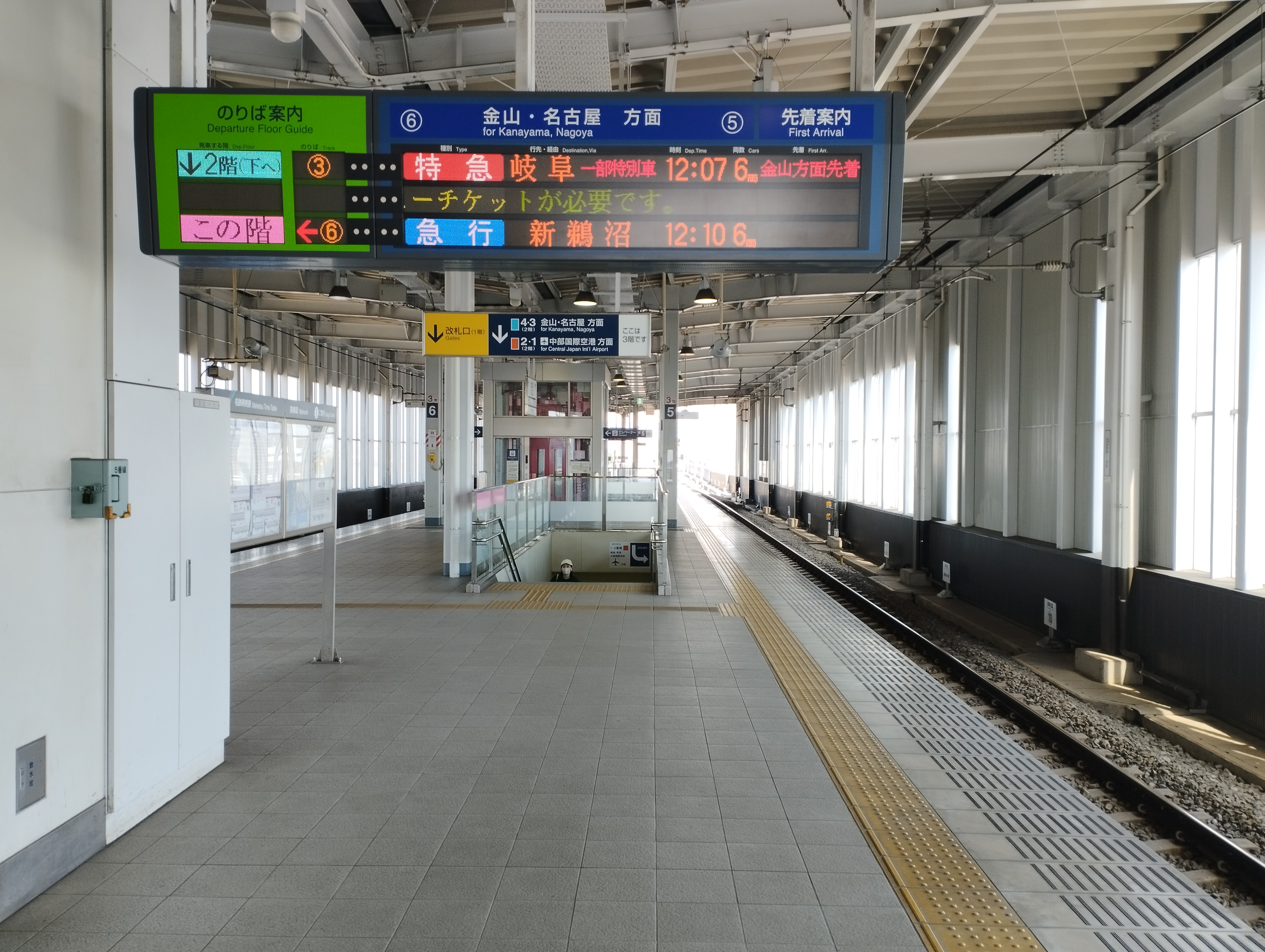
河和線上り専用の3階ホーム （2023年）
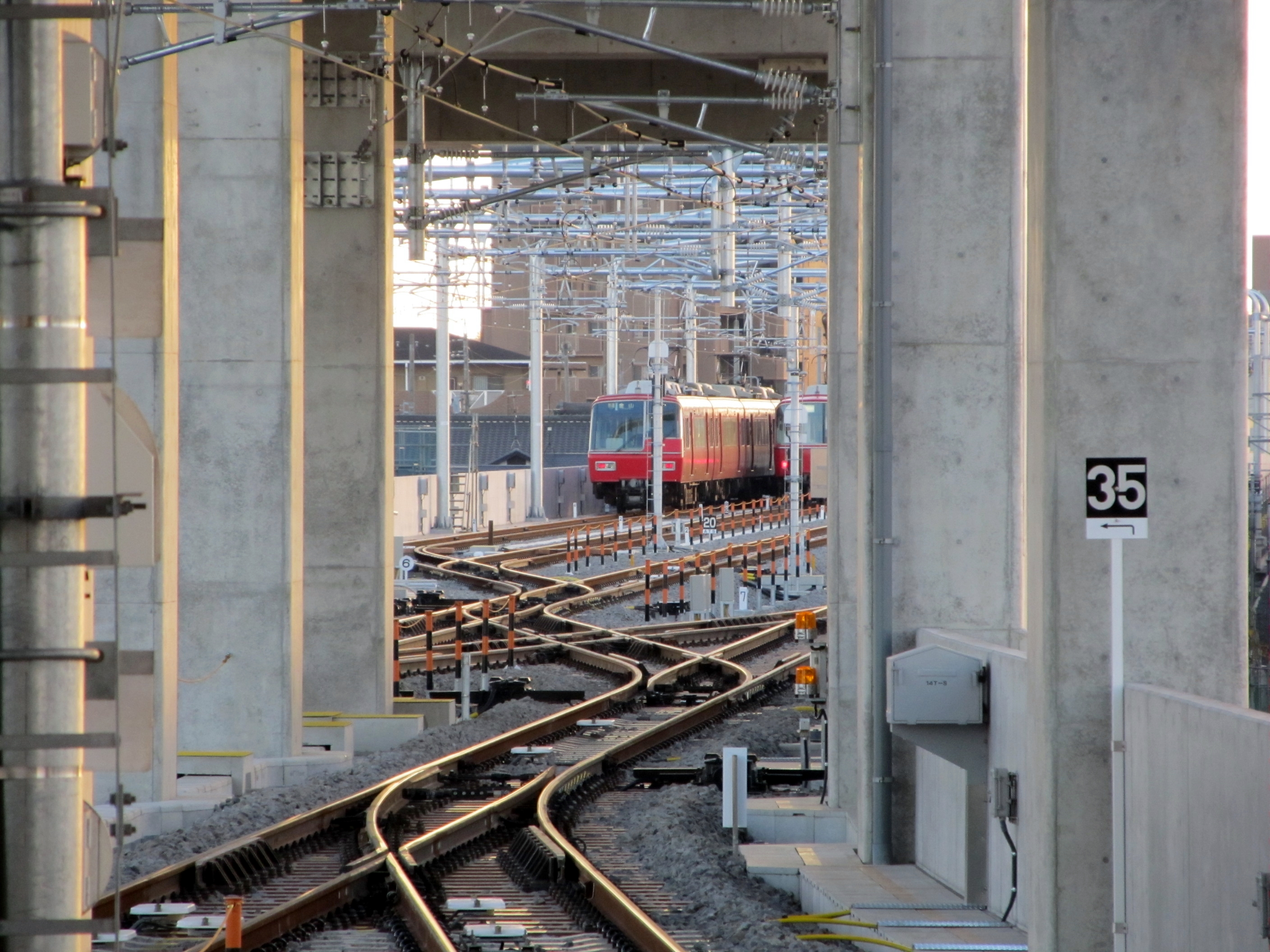
留置線

### 配線図
|                                                    | ↑ 知多半田・河和・内海方面       |                           |
| ← 神宮前・ 名古屋方面                              | 名古屋鉄道 太田川駅 構内配線略図 | → 常滑・ 中部国際空港方面 |
| 凡例 出典: 高架化事業資料（2006年1月発行）より作成 |                                  |                           |

### 地上駅時代 （2011年12月16日まで）
島式2面4線ホームを持つ地上駅で橋上駅舎を有していた。東口の旧駅舎は付近にある弥勒寺の宝塔を模した特徴的な構造をしており、1986年（昭和61年）の駅舎改築時も旧駅舎から宝塔部分を移設してその造形を維持していた が、高架化事業に伴って2009年（平成21年）2月20日に解体された。自動券売機・自動改札機・自動精算機などの設備はあったが、エレベーターは設置されていなかった。また、河和線からの上り列車は配線の都合上3番線にしか入線できないため、河和線からの普通列車が空港方面からの優等種別に接続する場合、4番線の優等種別が先に発車となり通常とは発車する順番が逆になっていた。
高架化事業に伴い、2008年（平成20年）11月23日に仮駅舎、仮線に移行した。仮駅舎には、エレベーターが各ホームと西口に1台ずつ設置されていた。改札口は橋上の1か所で、出口は東口と西口の2か所であった。LEDタイプの発着案内板が設置され、自動放送も稼働した。旧駅舎では、行灯方式の行先表示機が使われていた（旧駅舎閉鎖当時の名鉄では新可児駅にのみに残っており、2019年3月20日まで使用されていたが形が異なる）が、仮駅本格供用開始時に神宮前駅などと同じLEDタイプの行先表示機に変わり、役割を終えた。当駅に設置されていた行灯方式の行先表示機は、名鉄資料館に移設・展示され、実際に操作することも可能である。
仮駅舎は2012年（平成24年）2月に取り壊され、跡地にはラスパ太田川、ソラト太田川、ユウナル東海などの再開発ビルが順次建設された。
| 番線 | 路線    | 方向 | 行先                                         | 備考                           |
| ---- | ------- | ---- | -------------------------------------------- | ------------------------------ |
| 1    | ■常滑線 | 下り | 常滑方面                                     | 待避線                         |
| 1    | ■河和線 | -    | 知多半田・河和・内海方面                     | 待避線                         |
| 2    | ■常滑線 | 下り | 常滑・中部国際空港方面                       |                                |
| 2    | ■河和線 | -    | 河和・内海方面                               |                                |
| 3    | ■常滑線 | 上り | 神宮前・名古屋・岐阜・犬山・新可児・津島方面 | 河和線からの全列車はここに入線 |
| 4    | ■常滑線 | 上り | 神宮前・名古屋・岐阜・犬山方面               | 常滑方面からの列車の待避線     |

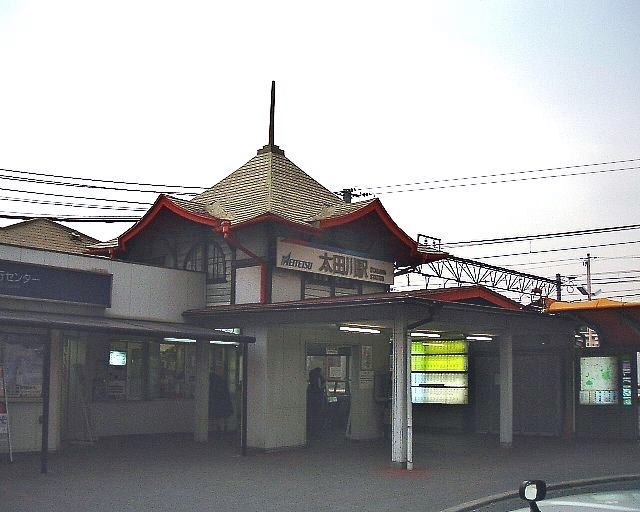
太田川駅東口旧駅舎 （2002年2月）
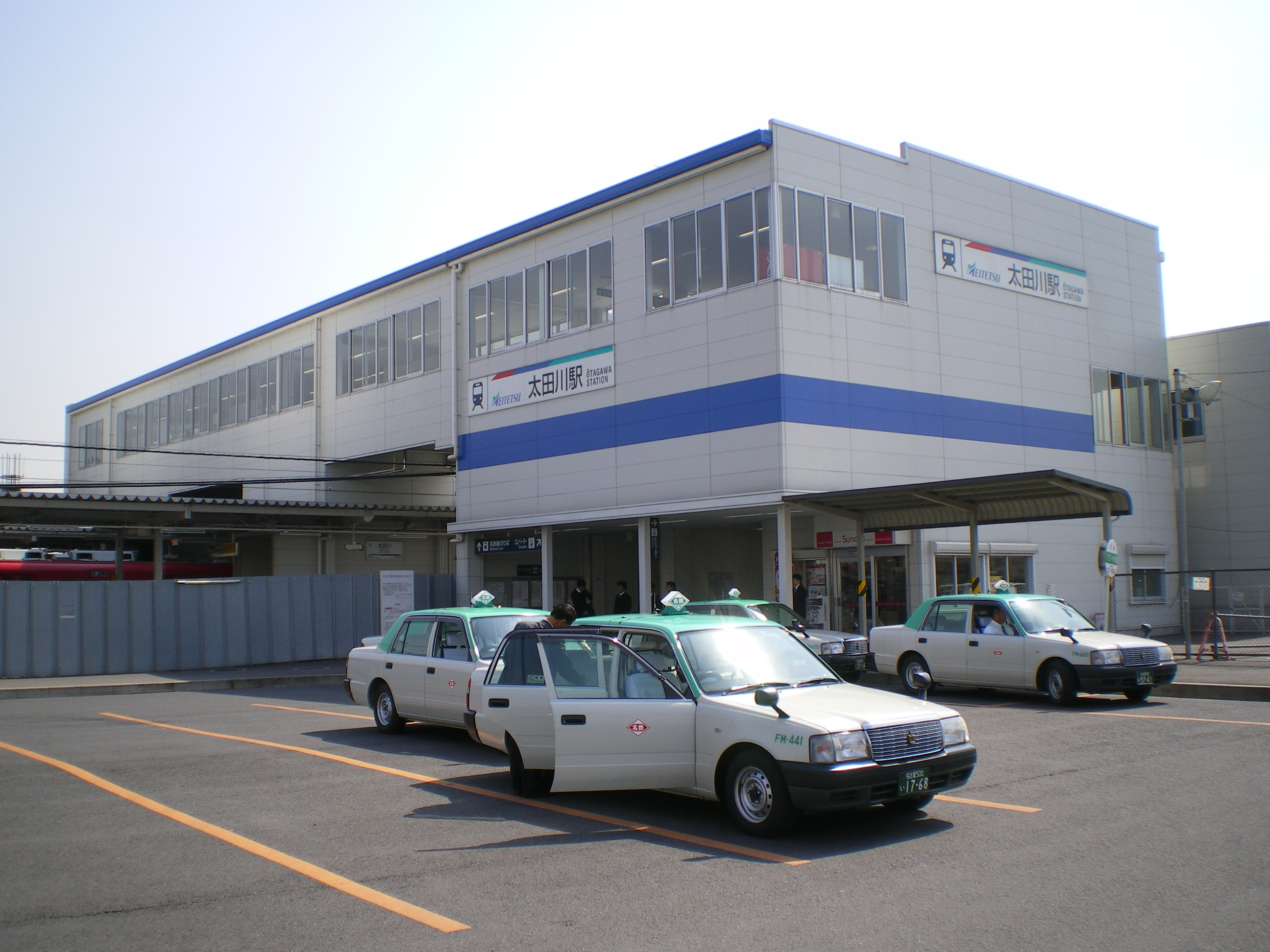
仮駅舎 （2010年3月）
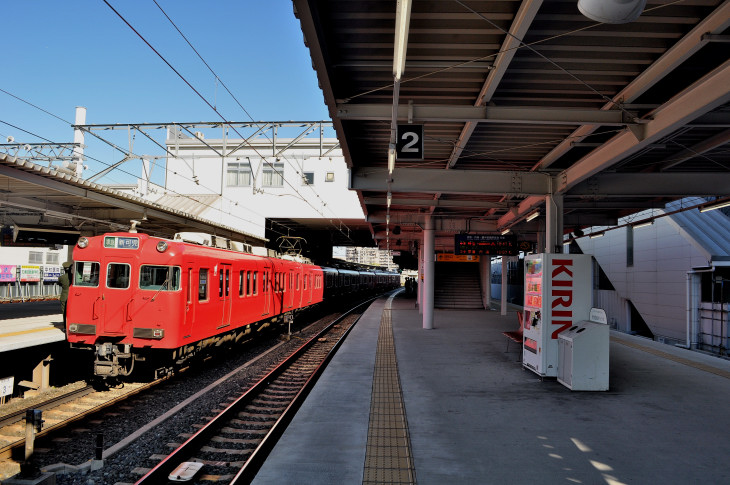
仮駅ホーム （2011年12月）

|                         | ↑ 知多半田・河和方面               |                     |
| ← 神宮前・ 新名古屋方面 | 地上駅時代（1993年）の構内配線略図 | → 大野町・ 常滑方面 |
| 凡例 出典:              |                                    |                     |

|                       | ↑ 知多半田・河和・内海方面       |                           |
| ← 神宮前・ 名古屋方面 | 仮駅時代（2008年）の構内配線略図 | → 常滑・ 中部国際空港方面 |
| 凡例 出典:            |                                  |                           |

## 列車
名古屋方面の列車は、常滑・中部国際空港方面からの列車が2階の3・4番ホーム、河和線からの列車が3階の5・6番ホームから発着する。5番ホームの使用頻度は、令和5年3月18日のダイヤ改正前までは臨時列車の運行がない場合は極めて低かったが、同日のダイヤ改正により、毎時4本の上り普通列車のうち2本が、優等列車の待避を聚楽園駅から当駅に変更したため、5番線を使用することとなった。常滑・空港方面からの普通列車は、ほぼ終日当駅止まりである（4番線に入線し乗客を降ろした後、駅南側の引き上げ線に回送し、2番線に入線する。又は一旦本線名古屋側に引き上げ、両渡り線を通って1・2番線に入る。聚楽園駅に回送して折り返すこともある）。常滑・空港行きの普通列車は、一部を除き平日は当駅発着、土休日は金山発着となっている。土休日は中部国際空港又は常滑発の普通は当駅止まりであるが、当駅着後10分程度の停車時間を経て、当駅始発の金山行きとなる。また、一部の列車は当駅で増解結を行う（河和線からの列車は当駅で増結不可）。また、平日には当駅発の急行が名古屋方面に2本、常滑方面に1本、土休日は急行と準急がそれぞれ1本、全て名古屋方面に設定されている。このうち、常滑方面に向かう列車は、途中、西ノ口、蒲池、榎戸の3駅に特別停車する。また、土休日運転の準急名鉄名古屋行きは1200系6両編成の間合い運用となっている。
当駅で常滑・中部国際空港方面からの列車と河和線からの列車との乗り換えには移動が伴うため、平日朝ラッシュ時は聚楽園駅に快速急行4本、急行5本を特別停車することで、当駅での緩急接続を補完している。
河和線側に引き上げ線がないため、同線からの当駅止まりの列車は直接折り返しができない。そのため列車番号を変えて引き続き名古屋方面へ運行されるか、聚楽園駅や大江駅まで一旦回送される。当駅始発の名古屋方面の列車は、河和方面からの回送列車が太田川駅で営業列車に変わる列車を除き、3・4番ホームから発車する。
常滑線・河和線とも数少ない上下線とも待避可能、かつ緩急接続が可能な駅であるが当駅ではあまり行われない。下り列車は当駅を出ると、空港方面は西ノ口駅（準急・急行は常滑駅）、河和線方面は阿久比駅まで、名古屋方面は聚楽園駅（8両編成は大江駅）まで待避ができない（ただし、西ノ口駅に特別停車し通過待ちをする急行が存在する）。

## 利用状況
- 『名鉄120年：近20年のあゆみ』によると2013（平成25）年度当時の1日平均乗降人員は14,541人であり、この値は名鉄全駅（275駅）中23位、常滑線・空港線・築港線（26駅）中3位、河和線・知多新線（24駅）中1位であった[26]。
- 『名古屋鉄道百年史』によると1992（平成4）年度当時の1日平均乗降人員は17,711人であり、この値は岐阜市内線均一運賃区間内各駅（岐阜市内線・田神線・美濃町線徹明町駅 - 琴塚駅間）を除く名鉄全駅（342駅）中23位、常滑線・築港線（24駅）中2位、河和線・知多新線（26駅）中2位であった[27]。
- 『名鉄 1983』によると、1981（昭和56）年度当時の一日平均乗降人員は22,377人であり、この値は名鉄全駅中14位であった[28]。

「東海市の統計」、「移動等円滑化取組報告書」によると、近年の1日平均乗降人員は下表のとおりである。 常滑線・空港線では、神宮前駅に次いで2番目に多く、河和線では最も多い。
| 年度               | 1日平均 乗降人員 |
| ------------------ | ---------------- |
| 2007年（平成19年） | 13,234           |
| 2008年（平成20年） | 13,176           |
| 2009年（平成21年） | 12,949           |
| 2010年（平成22年） | 13,218           |
| 2011年（平成23年） | 13,784           |
| 2012年（平成24年） | 14,192           |
| 2013年（平成25年） | 14,541           |
| 2014年（平成26年） | 14,818           |
| 2015年（平成27年） | 17,623           |
| 2016年（平成28年） | 18,566           |
| 2017年（平成29年） | 19,445           |
| 2018年（平成30年） | 20,310           |
| 2019年（令和元年） | 20,593           |
| 2020年（令和02年） | 14,656           |

## 太田川検車区
1985年（昭和60年）まで駅には太田川検車区が併設されていた。愛知電気鉄道が建設した大田川車庫が前身で、戦時中は空襲被害もあり、建屋の梁に弾痕が刻まれていた。常滑線・河和線など知多半島の列車検査を担当していたが、犬山検査場の完成によって整理対象となり廃止された。廃止後も車庫線はそのまま留置線として使用された。

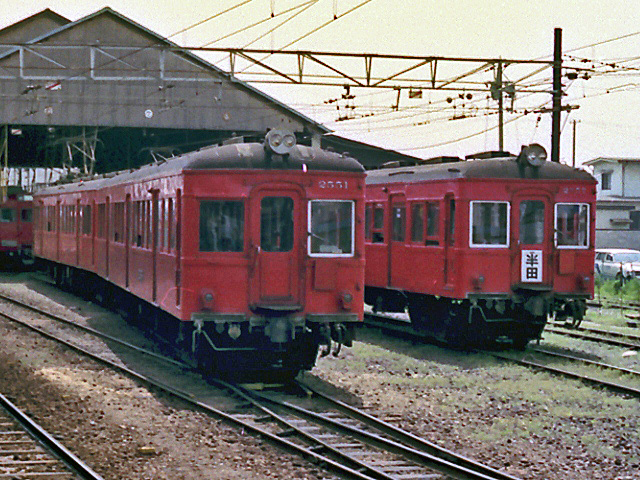
太田川検車区（1982年）

|                         | ↑ 知多半田・河和方面            |                     |
| ← 神宮前・ 新名古屋方面 | 太田川駅 構内配線略図（1957年） | → 大野町・ 常滑方面 |
| 凡例 出典:              |                                 |                     |

## 駅周辺

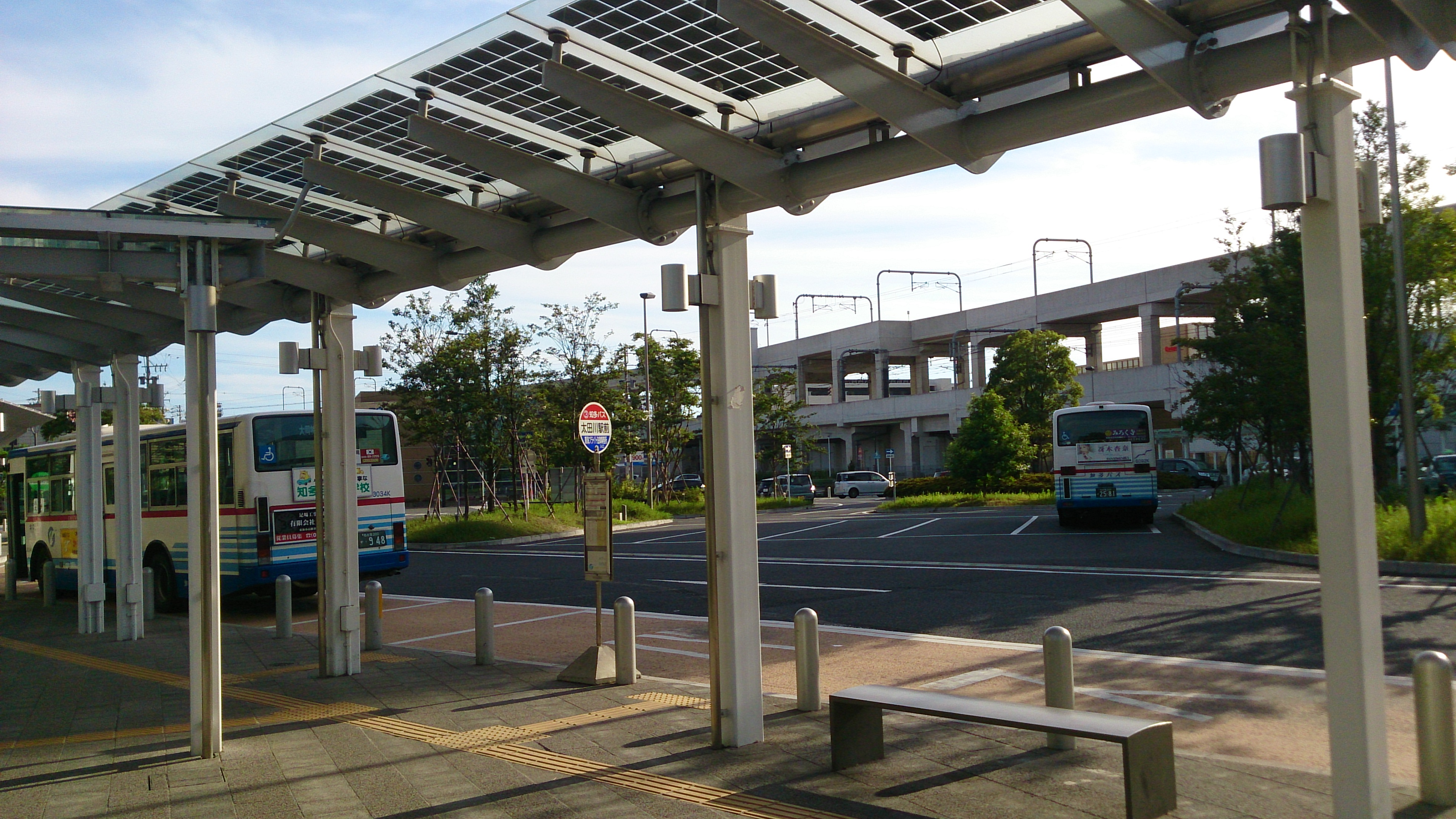
太田川駅ロータリー

周辺の地名、および当駅の所在住所は東海市大田町となっており、駅名とは異なり点が付かない。近くを流れている河川も点のない大田川という名称である。

### 周辺の施設
- 東海市役所
- 弥勒寺 - 知多四国霊場第八十三番霊場
- 日本福祉大学東海キャンパス
- 愛知県立東海樟風高等学校
- 東海大田郵便局
- ラスパ太田川 - 西口側にあるショッピングセンター。MEGAドン・キホーテUNY太田川店が核店舗。
- ソラト太田川 - 東口側にある商業施設。
- ユウナル東海 - 東海市芸術劇場などが入居。
- パスポートセンター（東海市・知多市） - 東海市[33] のほか、知多市も対象[34]。

## バス路線

### 路線バス
知多バス
- 上野台線
  - 共和駅行 (上野台経由)
  - 上野台行 (富木島小学校前経由)

東海市循環バス（らんらんバス）
- 北ルート
  - 1系統 聚楽園駅行 (荒尾住宅方面)
  - 2系統 聚楽園駅行 (新日鉄前駅方面)
- 中ルート
  - 3系統 太田川駅行 (加木屋車庫前経由)
  - 4系統 加木屋車庫前行 (西知多総合病院経由)
- 南ルート
  - 5系統 加木屋車庫前行 (加木屋デイサービスセンター経由)
  - 6系統 加木屋デイサービスセンター行 (加木屋車庫前経由)

### 高速バス
JR東海バス・JRバス関東
- ドリーム知多号
  - 東京駅・新木場駅・東京ディズニーランド行

青木バス
- あおぞらライナー
  - 横浜YCAT・東京駅行
  - 富山駅・高岡駅・金沢駅行
  - 富士川行
  - 河口湖役場前行
  - 竜王駅・甲府駅・石和温泉行

## 隣の駅
名古屋鉄道
TA 常滑線
□ミュースカイ（中部国際空港駅発9時以降の上り列車とすべての下り列車）
通過
□ミュースカイ（中部国際空港駅発9時以前の上り列車）・■特急
神宮前駅 (NH33) - 太田川駅 (TA09) - 尾張横須賀駅 (TA10)
□快速急行
神宮前駅 (NH33) - （一部大江駅 (TA03)・聚楽園駅 (TA07)） - 太田川駅 (TA09) - 尾張横須賀駅 (TA10)
■急行
大江駅 (TA03) - （一部大同町駅 (TA04)・聚楽園駅 (TA07)） - 太田川駅 (TA09) - 尾張横須賀駅 (TA10)
■準急
聚楽園駅 (TA07) - 太田川駅 (TA09) - 尾張横須賀駅 (TA10)
■普通
新日鉄前駅 (TA08) - 太田川駅 (TA09) - 尾張横須賀駅 (TA10)
KC 河和線
■特急
（神宮前駅方面 -） 太田川駅 (TA09) - （一部南加木屋駅 (KC03)） - 阿久比駅 (KC08)
□快速急行・■急行・■準急
（神宮前駅方面 -） 太田川駅 (TA09) - 南加木屋駅 (KC03)
■普通
（神宮前駅方面 -） 太田川駅 (TA09) - 高横須賀駅 (KC01)
かつては当駅 - 尾張横須賀駅間に牡丹園駅（1922年廃止）が存在した。